# Machaerium cuzcoense
Machaerium cuzcoense là một loài rau đậu thuộc họ Fabaceae. Loài này chỉ có ở Peru.